# Владиславув (Соколовський повіт)
Владиславув (пол. Władysławów) — село в Польщі, у гміні Яблонна-Ляцька Соколовського повіту Мазовецького воєводства. Населення — 103 особи (2011).

## Історія
За даними етнографічної експедиції 1869—1870 років під керівництвом Павла Чубинського, у селі переважно проживали римо-католики, меншою мірою — греко-католики, які здебільшого розмовляли українською мовою.
У 1975—1998 роках село належало до Седлецького воєводства.

## Демографія
Демографічна структура станом на 31 березня 2011 року:
|          | Загалом | Допрацездатний вік | Працездатний вік | Постпрацездатний вік |
| -------- | ------- | ------------------ | ---------------- | -------------------- |
| Чоловіки | 42      | 12                 | 26               | 4                    |
| Жінки    | 61      | 19                 | 26               | 16                   |
| Разом    | 103     | 31                 | 52               | 20                   |